# Колесниченко, Василий Степанович
Васи́лий Степа́нович Колесниче́нко, партизанский псевдоним — Семён (31 января 1892 года, Сокольча, Сквирский уезд, Киевская губерния, Российская империя — 28 августа 1972 года, Владивосток, РСФСР, СССР) — советский военный, государственный и партийный деятель. Командир партизанского отряда в годы Гражданской войны, один из руководителей партизанского движения в оккупированном немецко-фашистскими войсками Крыму.

## Биография
Родился 31 января 1892 года в селе Сокольча Киевской губернии (ныне Попельнянский район Житомирской области Украины) в семье крестьянина. В 1907 году окончил церковно-приходскую школу, в том же году переехал с семьёй во Владивосток. С 1909 по 1915 годы работал плотником на строительстве Владивостокской крепости на острове Русский. С 1915 года проходил военную службу в 4-м Владивостокском крепостном артиллерийском полку в качестве бомбардира-наводчика. Во время службы экстерном окончил 7 классов.
После демобилизации в 1918 году работал грузчиком во Владивостокском порту и на железнодорожной станции. В марте 1918 года вступил в РКП(б). Принимал активное участие в работе Военной комиссии Владивостокского горсовета, состоял в Красной гвардии. В том же 1918 году в ходу свержения советской власти во Владивостоке был ранен, попал в тюрьму. Затем бежал из тюрьмы и перешёл на нелегальное положение, выполняя задания Приморского обкома партии. После того, как в 1920 году во Владивостоке была восстановлена советская власть, работал секретарём оперативного отряда ревштаба, секретарём Военного совета Приморской области.
После выступления японцев в апреле 1920 года был управляющим делами обкома партии, секретарём политотдела войск Приморской области. В мае 1921 года, после повторного свержения советской власти во Владивостоке, перешёл в Ольгинский партизанской район, в отряд С. Ф. Глазкова. В августе 1921 года по заданию штаба Ольгинской партизанской зоны руководил операцией по захвату во Владивостокском порту буксиров «Павел» и «Амур», затем под его руководством партизаны на буксире «Павел» захватили сторожевой корабль белых «Лейтенант Дыдымов».
В сентябре 1921 году командование Ольгинской партизанской зоны узнало, что иностранные концессионеры в Императорской Гавани платят арендную плату белым, и предприняло попытку забрать эту плату в свою пользу. Для этой цели был организован 1-й экспедиционный партизанский отряд, командиром которого стал М. Мицкин, а комиссаром — В. Колесниченко. Отряд отправился в Императорскую Гавань на корабле «Лейтенант Дыдымов». Экспедиция началась успешно — партизанам удалось захватить пароход белогвардейцев и собрать арендную плату с концессионеров. Однако 21 ноября в бухте Датта отряд был захвачен врасплох военным кораблём белых. Потеряв свой корабль, партизаны под огнём отошли в тайгу; сейф с деньгами усилиями В. Колесниченко удалось спасти. В декабре 1921 года в селе Гроссевичи было проведено собрание отряда, на котором новым командиром избрали Колесниченко, после чего партизаны отступили в бухту Ольга.
Весной 1922 года отряд Колесниченко был направлен из Ольги в Императорскую Гавань для установления там советской власти, а также для охраны побережья. В апреле, пройдя 500 вёрст по тайге и бездорожью, отрял прибыл в село Знаменское (ныне — восточная окраина Советской Гавани). Штаб отряда разместился в здании почтово-телеграфного опорного пункта. Был проведён сход жителей села, на котором большинство жителей Знаменского потребовали ухода отряда, однако Колесниченко и комиссару отряда Г. П. Харчуку удалось переубедить жителей. В Императорской Гавани была установлена Советская власть, а сама Гавань, по инициативе Колесниченко, была переименована в Советскую. Также были найдены и казнены организаторы убийства П. Ф. Курикши — командира партизанского отряда, неудачно попытавшегося установить советскую власти в Императорской Гавани в 1919 году.
На протяжении 1922 года отряд оборонял побережье гавани от белогвардейцев. Первое столкновение произошло с началом навигации, в конце мая: корабль белых был вынужден уйти, не вступая в бой. Затем последовали столкновения с отрядами белых возле сёл Знаменское, Гроссевичи, у казимировских бараков. В конце сентября 1922 года белые высадили в Советской Гавани десант. Под его ударами отряд Колесниченко отошёл на соединение с основными силами партизан, после чего партизаны разбили белый десант на реке Самарга.
В ноябре 1922 года отряд Колесниченко вернулся в Советскую Гавань как отряд Народной милиции. Силами отряда в 1922—1923 годах была построена первая в Советской Гавани школа, открыт клуб. 16 сентября 1923 года прошли выборы советско-гаванского совета, организатором которых (в качестве уполномоченного Губкома) выступил Колесниченко. До 1927 года он оставался в Советской Гавани как уполномоченный райотдела милиции.
В 1927 году был направлен представителем Совторгфлота в город Кобе, Япония. C 1930 года работал начальником порта в городе Петропавловск-Камчатский, был членом Камчатского обкома партии и депутатом Камчатского облсовета. В 1932 году назначен заместителем начальника Владивостокского морского порта. В 1934 году по состоянию здоровья покинул Дальний Восток и перешёл на работу в рыбную промышленность: до 1941 года работал начальником портфлота в Евпатории.
В 1941 году Крымским обкомом ВКП(б) был создан подпольный центр руководства партизанским движением, в который вошли И. А. Козлов (Андрей), Е. В. Ефимова (Маша) и В. С. Колесниченко (Семён). Центр располагался в Керчи, связь с районами осуществлялась через комиссионный магазин, который держали Е. Ф. Ефимова и В. С. Колесниченко, вступившие в фиктивный брак и взявшие фамилию Костенко.
В 1944 году, после освобождения Керчи Колесниченко был назначен секретарём оргбюро Керченского горкома ВКП(б), председателем оргкомитета Керченского горсовета. На этих постах он стал временным руководителем города, до избрания постоянных горкома и горисполкома. С 1944 года — заместитель председателя райисполкома[какого?], затем — председатель Старокрымского горисполкома. До 1948 года — на различной партийной и советской работе. В 1948 году по собственной просьбе переведён во Владивосток для работы в рыбной промышленности. Во Владивостоке прожил последние годы жизни, умер 28 августа 1972 года.

## Награды
- орден Ленина (1967)
- медаль «За отвагу» (1967)

## Память
- Имя В. С. Колесниченко в 1974 году было присвоено одной из улиц Советской Гавани. В 2015 году на здании поста пограничного контроля «Советская Гавань» (ул. Колесниченко, 10) была открытая памятная доска в честь В. С. Колесниченко.
- На здании почтово-телеграфного опорного пункта в Советской Гавани, в котором в 1922 году разместился штаб отряда Колесниченко, в 1957 году была установлена памятная доска.

## Публикации
- Кац Л. Имя на карте города моего // Советская Звезда, 7 ноября 1977.
- Королев В. Бухта Ольга помнит // Правда, 26 июня 1972 года, с. 4.
- Овчинников А. Боевая молодость. Владивосток, 1953. С. 177.
- Октябрь на земле дальневосточной // Восход (Ванино), 19 ноября 1977.
- Сметанин С. Высоким смыслом озарила // Советская Звезда, 29 июня 1983, с. 2-3.
- Сметанин С. Заря над проливом // Восход (Ванино), 5 сентября 1987.
- Сметанин С. Колесниченко и его товарищи // Советская Звезда, 22 апреля 1970, с. 4.
- Тимофеев С. Это был их последний и решительный бой // Советская Звезда, 24 октября 1972.
- Филипецкий Н. Партии рядовой // Красное знамя (Владивосток), 18 февраля 1965, с. 4.